# クロトーネ
クロトーネ（イタリア語: Crotone ( 音声ファイル)）は、イタリア共和国カラブリア州東部にある都市で、その周辺地域を含む人口約64,000人の基礎自治体（コムーネ）。クロトーネ県の県都である。
イオニア海に面した港湾都市で、ギリシアの植民都市クロトーンを起源とする。古代クロトーンはピタゴラスがその学派の拠点を置いた地として知られる。

## 名称
Crotone は [kroˈtone] と発音される。日本語文献では「クロトーネ」のほか、「クロトネ」とも記される。
古代にはクロトーン（古代ギリシア語: Κρότων、長音を略してクロトンとも）、クロトナ（ラテン語: Crotona）と呼ばれ、中世以後はコトローネ（Cotrone）の名で呼ばれた。1928年、コトローネから現在のクロトーネへの改称が行われた。

## 地理

### 位置・広がり
イタリア半島の先端、カラブリア半島の東海岸（イオニア海側）に位置する。クロトーネの市街は、州都カタンザーロから東北東へ約50km、コゼンツァから東南東へ約79km、ターラントから南へ約154km、レッジョ・ディ・カラブリアから北東へ約168kmの距離にある。

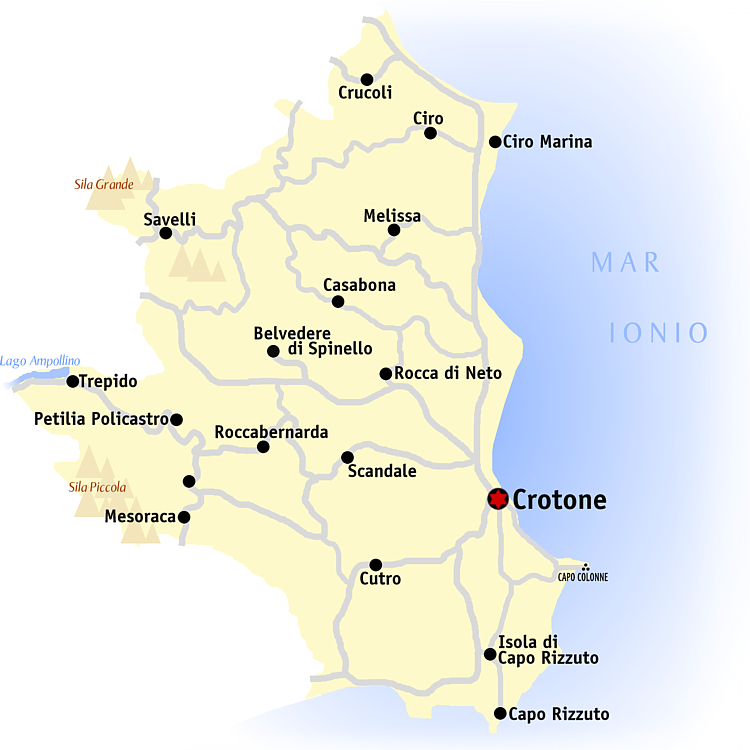
クロトーネ県概略図

#### 隣接コムーネ
隣接するコムーネは以下の通り。
- クトロ
- イーゾラ・ディ・カーポ・リッツート
- ロッカ・ディ・ネート
- スカンダーレ
- ストロンゴリ

## 歴史

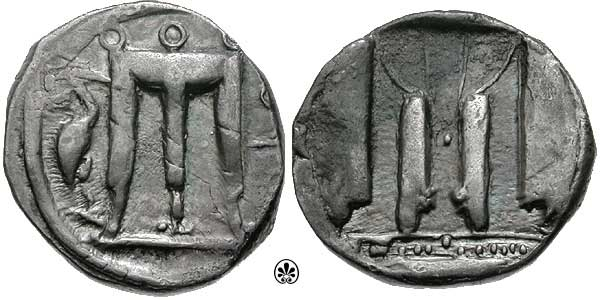
紀元前5世紀の貨幣

紀元前710年頃生まれたギリシアの植民都市クロトーンを起源とする。壮年のピュタゴラスがその学問集団を立ち上げ本拠とした都市であり、その影響下の時代に生まれた医学者・哲学者アルクマイオンの生地でもある。
オリンピックなどで活躍する選手を輩出したことでも有名で、紀元前6世紀後半のギリシア人選手ミロンもその一人である。
1994年、カタンザーロ県が分割されて設置されたクロトーネ県（自治体としての発足は1996年）の県都となった。

## 行政

### 行政区画
クロトーネには以下の分離集落（フラツィオーネ）がある。
- Apriglianello
- Bucchi
- Campione
- Cannoniere
- Cantorato
- Carpentieri
- Capocolonna
- Cipolla
- Farina
- Gabella Grande
- Gabella
- Iannello
- Maiorano
- Margherita
- Migliarello
- Papanice
- Prestica
- Salica
- Santo Spirito
- Trafinello
- Tufolo
- Villaggio Bucchi
- Zigari

## スポーツ
クロトーネを本拠地とするサッカークラブとして、FCクロトーネがある。2020-21シーズンは1部リーグであるセリエAに所属している。ホームスタジアムはスタディオ・エツィオ・シーダ。

## 交通
- クロトーネ空港（英語版）

## 姉妹都市
- en:Giannitsa、ギリシャ 2010年
- ポルト、ポルトガル 2010年
- ハム、ドイツ 2013年

## 人物

### 著名な出身者
- クロトンのアルクマイオン - 紀元前5-6世紀の解剖学者・哲学者。
- フィロラオス - 紀元前5-4世紀の数学者・哲学者。一説にクロトーン生まれ。
- リノ・ガエターノ（英語版） - 20世紀のシンガーソングライター。
- ヴィンチェンツォ・イアクインタ - サッカー選手。

### ゆかりの人物
- ピタゴラス - 紀元前6 - 5世紀の数学者・哲学者。クロトーンでピタゴラス学派を形成し活動。